# إرنست ميدندورب
إرنست ميدندورب (بالألمانية: Ernst Middendorp) هو لاعب كرة قدم ومدرب كرة قدم ألماني، ولد في 28 أكتوبر 1958 في فريرن في ألمانيا. لعب مع .

## وصلات خارجية
- إرنست ميدندورب على موقع قاعدة بيانات كرة القدم.إي يو (الإنجليزية)
- إرنست ميدندورب على موقع عالم كرة القدم.نت (الإنجليزية)
- إرنست ميدندورب على موقع IMDb (الإنجليزية)